# Apple Developer Connection
Apple Developer Connection (ADC) è il network di sviluppatori gestito da Apple. È strutturato per fornire informazioni di carattere tecnico per sviluppatori, fornisce applicazioni per lo sviluppo e più in generare servizi per lo sviluppatore Macintosh. Il network è indirizzato sia agli sviluppatori software che hardware.
Esistono quattro livelli di accesso all'ADC, ogni livello include il supporto di quello precedente e lo amplia.
- Il primo è l'accesso Online. Questo livello è gratuito e consente di scaricare i programmi di sviluppo per macOS e la consultazione di tutta la libreria tecnica riguardante il sistema operativo e i computer sviluppati dall'Apple. È indirizzato principalmente verso gli utenti comuni e i piccoli programmatori indipendenti dato che non ha nessun costo ma consente di sviluppare applicazioni per Macintosh.
- Il secondo livello è Studente. Costa 100 dollari e, principalmente, oltre ai benefici dell'accesso on line, consente di effettuare un acquisto di un sistema Apple usufruendo degli sconti riservati agli sviluppatori. È necessario essere studenti ed avere più di 18 anni.
- Il terzo livello è il Select. Costa 500 dollari statunitensi l'anno e consente di accedere al kit di sviluppo per macOS Server, consente di accedere al laboratorio di test dell'Apple per verificare la compatibilità dei propri programmi con i computer Apple. Consente di ricevere due volte per anno supporto tecnico dagli sviluppatori del Mac OS X e di accedere alle pre versioni del sistema operativo. Consente di acquistare un prodotto dell'Apple all'anno con forti sconti e di sviluppare campagne di marketing dei propri prodotti in collaborazione con l'Apple.
- Il quarto livello è il Premium. Costa 3.500 dollari e consente di accedere agli strumenti di sviluppo per WebObjects, consente di richiedere supporto tecnico agli sviluppatori Apple otto volte all'anno, consente di effettuare fino a dieci acquisti di prodotti Apple usufruendo degli sconti riservati agli sviluppatori e fornisce un biglietto gratuito per il Worldwide Developers Conference